# Віктор Классон
Віктор Классон (швед. Viktor Claesson, нар. 2 січня 1992, Вернаму) — шведський футболіст, півзахисник данського «Копенгагена» та національної збірної Швеції.

## Клубна кар'єра
Народився 2 січня 1992 року в місті Вернаму. Вихованець футбольної школи клубу «Вернаму». Дорослу футбольну кар'єру розпочав 2008 року в основній команді того ж клубу, в якій провів три сезони, взявши участь у 71 матчі чемпіонату. У 2011 році він допоміг команді вийти в Супереттан, другий за рівнем дивізіон Швеції, де за підсумками сезону 2011 став один з найкращих бомбардирів турніру з 13 голами. 

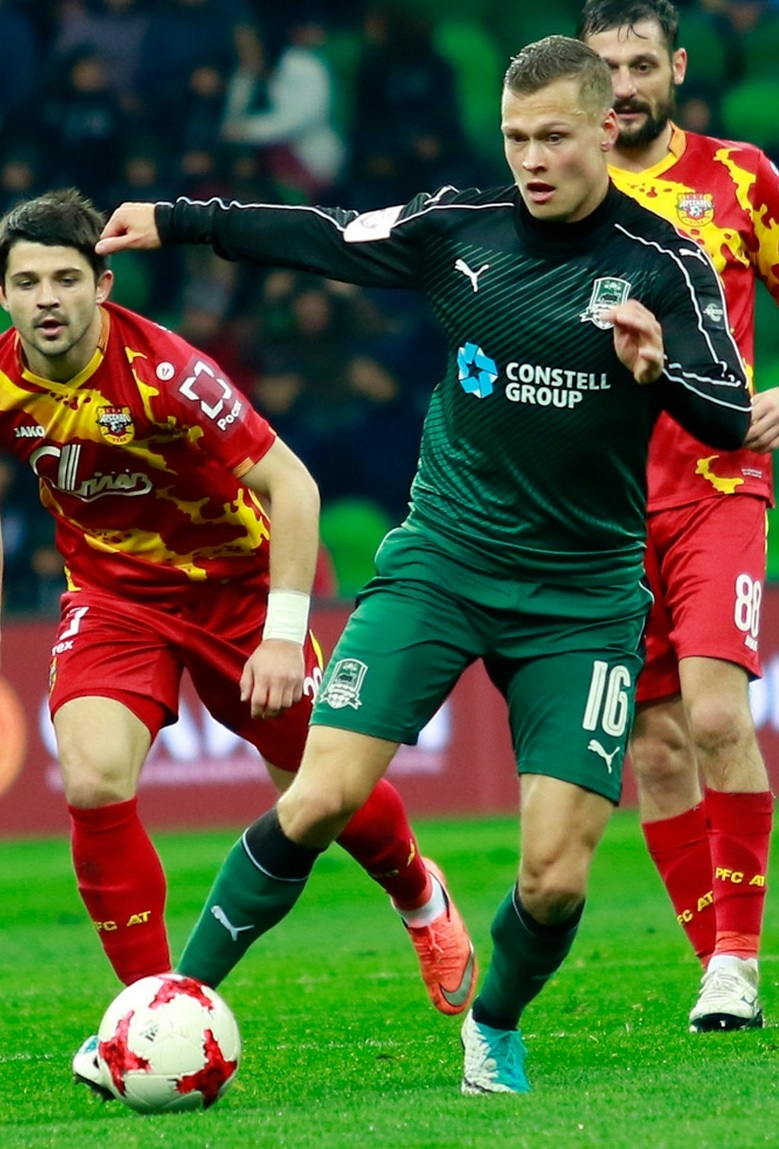
Классон у складі «Краснодара». 2017 рік.

На початку 2012 року перейшов в «Ельфсборг». 31 березня у матчі проти «Юргордена» він дебютував у Аллсвенскан-лізі. 12 квітня в поєдинку проти «Норрчепінга» Классон забив свій перший гол за «Ельфсборг». У тому ж році він допоміг клубу виграти чемпіонат. 3 жовтня 2013 року в матчі Ліги Європи проти льєзького «Стандарда» Віктор забив красивий гол дальнім ударом з кута штрафного майданчика. У 2014 році Классон став володарем Кубку Швеції. Загалом відіграв за команду з Буроса п'ять сезонів своєї ігрової кар'єри.
25 січня 2017 року підписав контракт з російським клубом «Краснодар» терміном на 3,5 роки, сума трансферу склала близько €2 млн. 16 лютого в матчі Ліги Європи проти турецького «Фенербахче» Классон дебютував за «биків». У цьому ж поєдинку він забив свій перший гол за нову команду, який у підсумку виявився переможним. 28 лютого в поєдинку Кубку Росії проти «Уралу» зробив дубль. 5 березня в поєдинку проти «Спартака» дебютував у Прем'єр-лізі. Станом на 16 травня 2018 року відіграв за краснодарську команду 43 матчі в національному чемпіонаті.

## Виступи за збірні
2009 року дебютував у складі юнацької збірної Швеції, взяв участь в 11 іграх на юнацькому рівні, відзначившись 3 забитими голами.
Протягом 2011—2015 років залучався до складу молодіжної збірної Швеції. На молодіжному рівні зіграв у 20 офіційних матчах, забив 1 гол.
18 січня 2012 року в товариському матчі проти збірної Бахрейну Классон дебютував у складі національної збірної Швеції. 23 січня в поєдинку проти збірної Катару він забив свій перший гол за національну команду.
28 березня 2017 року в поєдинку проти збірної Португалії Віктор зробив «дубль».
У складі збірної був учасником чемпіонату світу 2018 року у Росії.

## Титули і досягнення
- Чемпіон Швеції (1):

«Ельфсборг»: 2012
- Володар Кубка Швеції (1):

«Ельфсборг»: 2013-14
- Чемпіон Данії (3):

«Копенгаген»: 2021-22, 2022-23, 2024-25
- Володар Кубка Данії (2):

«Копенгаген»: 2022-23, 2024-25
Особисті досягнення
- Гравець місяця Аллсвенскан: жовтень 2016[11]
- Команда місяця данської Суперліги: жовтень 2024[12]